# Anolis sacamecatensis
Espèce
Anolis sacamecatensis est une espèce de sauriens de la famille des Dactyloidae. 

## Répartition
Cette espèce est endémique d'Oaxaca au Mexique.

## Description
Les mâles mesurent jusqu'à 40,0 mm et les femelles jusqu'à 44,0 mm.

## Étymologie
Son nom d'espèce, composé de sacamecat[es] et du suffixe latin -ensis, « qui vit dans, qui habite », lui a été donné en référence au lieu de sa découverte, le Cerro Sacamecates.

## Publication originale
- Köhler, Trejo-Pérez, Petersen & Mendez de la Cruz, 2014 : A revision of the Mexican Anolis (Reptilia, Squamata, Dactyloidae) from the Pacific versant west of the Isthmus de Tehuantepec in the states of Oaxaca, Guerrero, and Puebla, with the description of six new species. Zootaxa, no 3862 (1), p. 1–210.